# Клявлино (станция)
Кля́влино — населённый пункт (тип: железнодорожная станция) в Самарской области России. Административный центр Клявлинского района и сельского поселения станция Клявлино. Расположено на реке Большой Черемшан.

## География
Находится в северо-восточной части области, в пределах Высокого Заволжья, в лесостепной зоне, при реке Большой Черемшан, на расстоянии примерно 165—170 км от Самары.

## Климат
Климат характеризуется как умеренно континентальный, с холодной малоснежной зимой и жарким сухим летом. Среднегодовая температура воздуха +3,1 °С. Средняя температура воздуха самого тёплого месяца (июля) +19,2 °C (абсолютный максимум +37 °C); самого холодного (января) −13,3 °C (абсолютный минимум −46 °C). Среднегодовое количество атмосферных осадков составляет 646 мм, из которых 395 мм выпадает в период с апреля по октябрь. Снежный покров держится в течение 163 дней.

## История
В 1907 году были проведены инженерно-изыскательные работы по строительству Волго-Бугульминской железной дороги на участке Шентала — Клявлино. В конце этого же года и в начале 1908 начались работы по строительству дороги и одновременно здания вокзала, бараков и водонапорной башни. Работали крестьяне ближних сел: Клявлино, Петропавловка, Новые Сосны и Новый Маклауш. В начале 1928 года на станции Клявлино проживало 332 человека (183 мужчины и 149 женщин). Летом 1930 года районный центр Клявлинского района был перенесён из села Клявлино на железнодорожную станцию Клявлино. В мае 1933 года население достигло 2600 человек.

## Население
{{Население|Клявлино (станция)

## Инфраструктура
Действуют школы, больница и другие объекты социальной инфраструктуры.
Прежняя основа экономики — обслуживание путевого хозяйства Куйбышевской железной дороги. Действует станция Клявлино.

## Транспорт
Хорошо развит автомобильный и железнодорожный транспорт.